# Leichlinger Stadtfest
Das Leichlinger Stadtfest findet jährlich am dritten (vollständigen) Wochenende im September statt.

## Geschichte
Anlässlich der 1000-Jahr-Feier von Leichlingen wurde das Leichlinger Stadtfest 1973 zum ersten Mal gefeiert. Das erste Stadtfest fand nur am Brückenplatz und der Wupperbrücke statt. Im Laufe der Zeit wuchs es von einigen wenigen Trödelständen bis zu einem richtigen Straßenfest heran, welches die ganze Brückenstraße belegte.
Nach der Stadtkernsanierung zog die Bühne 1989 vom Brückenplatz auf den neu gestalteten Marktplatz um, und das Stadtfest wuchs weiter auf mittlerweile durchschnittlich 100 Stände pro Fest. Seit 1999 gibt es neben der Marktplatzbühne auch wieder die Brückenplatzbühne und eine weitere Spielfläche auf der Postwiese.

## Besonderheiten
- Der Reinerlös des Festes geht an gemeinnützige Projekte in Leichlingen.
- Auch wenn es der Name vermuten lässt, ist das Stadtfest keine Veranstaltung der Stadt Leichlingen, sondern wird von dem Verein Leichlinger Stadtfest e. V. organisiert und durchgeführt.

## Programm
Da teure Bands nicht (ohne Großsponsoren) finanzierbar sind, wurde aus der Not irgendwann eine Tugend: Durch die stete Suche nach Künstlern, die sehr gut, aber noch nicht zu bekannt sind, konnten schon manche Karrieren "begleitet" werden.
So waren u. a. Mike Krüger und Bernd Clüver vor ihrem großen Durchbruch auf Leichlinger Bühnen.
Ebenso konnte Jokebox mit ihrer Sängerin Ji-In Cho, die 2003 als Gewinnerin die Fame Academy verließ, verpflichtet werden.